# Шепарович Іван
Івáн Шепарóвич (1889–1969) — український економіст і громадський діяч (зокрема Станиславівщини), родом з с. Колодіївки, брат Юліяна Шепаровича; член Головної ради товариства «Сільський Господар» у Львові та його представник у Хліборобській палаті у Львові (1941 — 44 — її голова). На еміграції в Німеччині й у США, де був головою Товариства українських кооператорів. Помер у Нью-Йорку.